# Charles William Jefferys

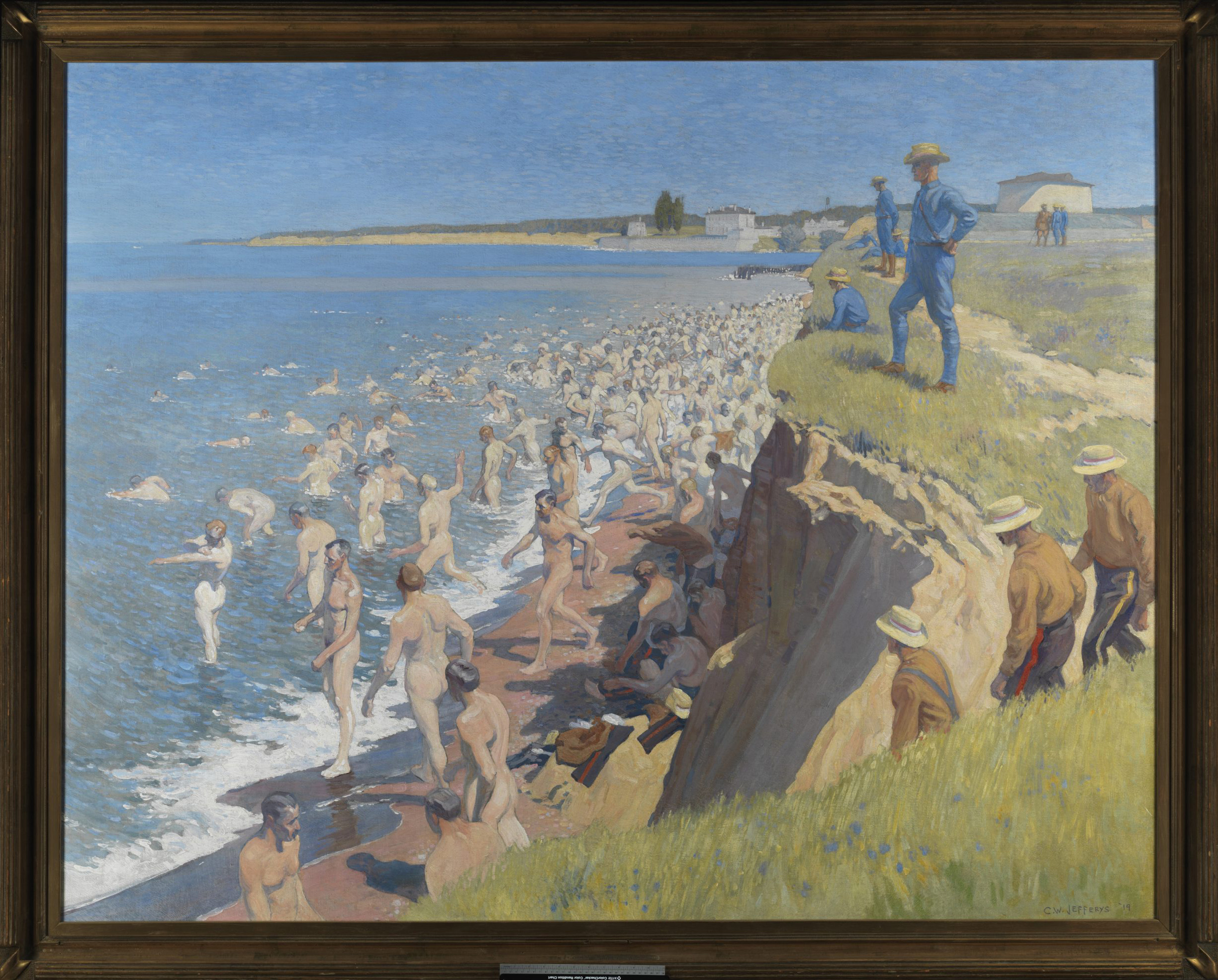
Charles William Jefferys: Polnische Soldaten beim Baden am Niagara-Camp, 1919. Kanadisches Kriegsmuseum

Charles William Jefferys (* 25. August 1869 in Rochester, England; † 8. Oktober 1951 in Toronto, Kanada) war ein kanadischer Maler, Illustrator, Schriftsteller und Lehrer, der vor allem für seine historischen Illustrationen bekannt ist.

## Leben

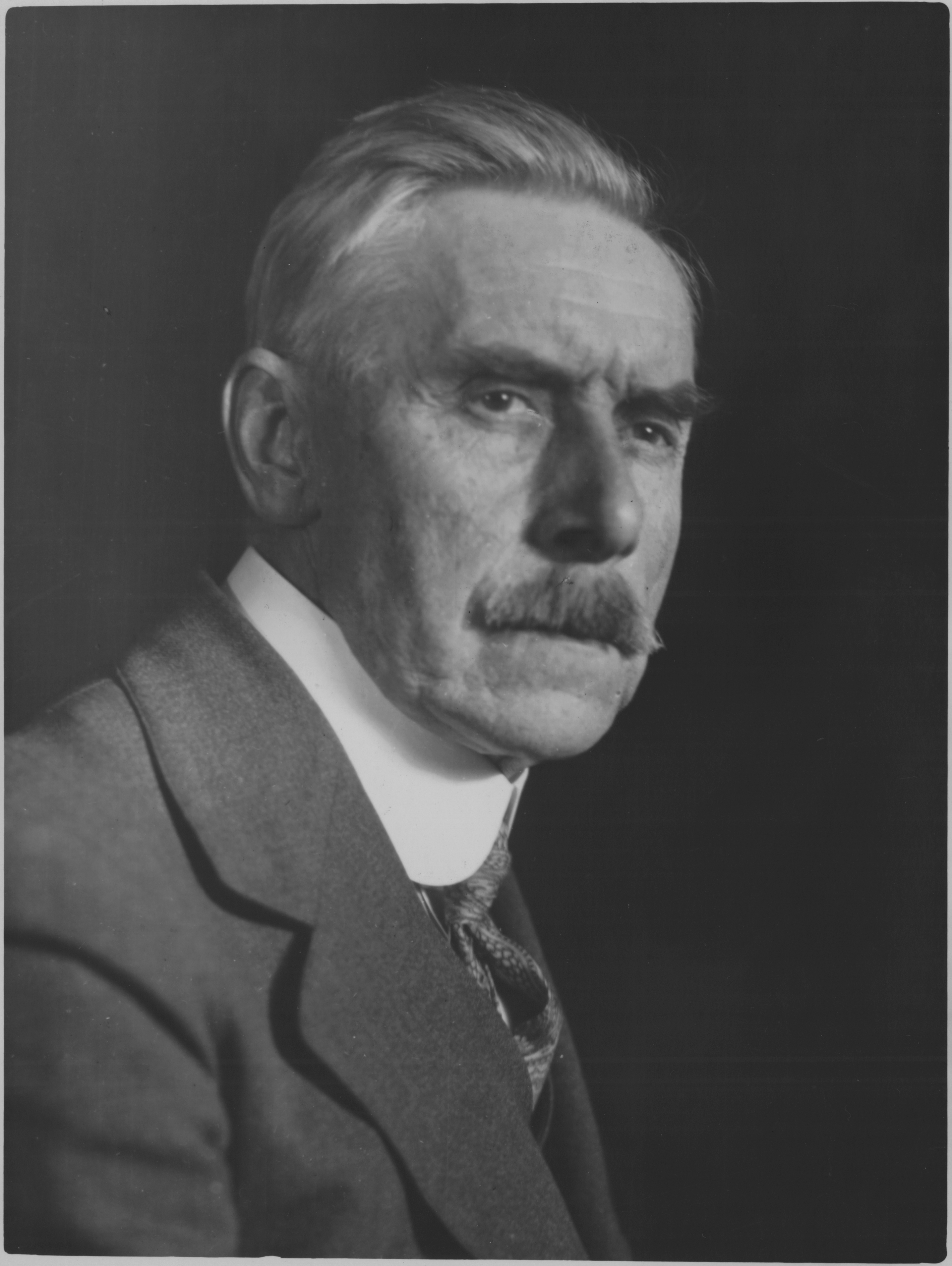
Charles William Jefferys, 1930

Charles William Jefferys begann 1889 als Zeitungszeichner zu arbeiten und war von 1893 bis 1901 Illustrator beim New York Herald und Kunstredakteur der satirischen Zeitschrift The Moon (1902 bis 1903). Er wurde zum Chefillustrator des Toronto Star (1905) und zum Art Director des Toronto Star Weekly (1910) ernannt, bevor er eine freiberufliche Karriere begann. Außerdem lehrte er von 1911 bis 1939 an der Architekturfakultät der Universität von Toronto. Jefferys ist einer der am häufigsten reproduzierten kanadischen Illustratoren und vor allem für seine „visuellen Rekonstruktionen“ der kanadischen Geschichte bekannt.

## Werk
Jefferys spezialisierte sich auf historische Darstellungen und schuf eine Vielzahl von Illustrationen, die das Leben und die Geschichte Kanadas detailgetreu wiedergeben. Seine bekannteste Sammlung ist die dreibändige “The Picture Gallery of Canadian History”. Er war auch ein begabter Landschaftsmaler und lehrte von 1912 bis 1939 Malerei und Zeichnen an der Universität von Toronto.

## Ehrungen
Jefferys wurde 1926 in die Royal Canadian Academy of Arts aufgenommen. Nach seinem Tod gingen über 1000 seiner Zeichnungen als Schenkung an die Library and Archives Canada. Eine öffentliche Schule in Toronto, das C. W. Jefferys Collegiate Institute, trägt seinen Namen.